# Kézipoggyász (film)
A Kézipoggyász (eredeti cím: Carry-On) 2024-es amerikai akcióthriller, amelyet T.J. Fixman forgatókönyvéből Jaume Collet-Serra rendezett. A főbb szerepekben Taron Egerton, Sofia Carson, Danielle Deadwyler és Jason Bateman látható.
A film 2024. december 13-án jelent meg a Netflixen.

## Cselekmény
Egy titokzatos utazó megzsarolja Ethan Kopeket, a TSA fiatal alkalmazottját, hogy vigyen át egy veszélyes tartalmú poggyászt a biztonsági ellenőrzésen karácsonykor. Megfenyegeti, hogy megöli a barátnőjét, ha nem követi az utasításait.

## Szereplők
| Szerep          | Színész              | Magyar hang           |
| --------------- | -------------------- | --------------------- |
| Ethan Kopek     | Taron Egerton        | Fehér Tibor           |
| Az utazó        | Jason Bateman        | Czvetkó Sándor        |
| Nora Parisi     | Sofia Carson         | Mikecz Estilla        |
| Elena Cole      | Danielle Deadwyler   | Tarr Judit            |
| Alcott ügynök   | Logan Marshall-Green | Makranczi Zalán       |
| Az őrszem       | Theo Rossi           | Karácsonyi Zoltán     |
| Phil Sarkowski  | Dean Norris          | Barbinek Péter        |
| Jason Noble     | Sinqua Walls         | Papp Dániel           |
| Herschel        | Josh Brener          | Baráth István         |
| Lionel Williams | Curtiss Cook         | Gubányi György István |
| Mateo Flores    | Tonatiuh             | Kerek Dávid           |
| Ron Dunn        | Joe Williamson       | Pásztor Tibor         |
| Eddie           | Gil Perez-Abraham    | Lukács Dániel         |

### Magyar változat
- Magyar szöveg: Blahut Viktor
- Hangmérnök: Szabó Miklós
- Vágó: Wünsch Attila
- Gyártásvezető: Vigvári Ágnes
- Szinkronrendező: Molnár Kristóf
- Produkciós vezető: Fekete Márk

A szinkront a Direct Dub Studios készítette el.

## A film készítése
2021 júniusában az Amblin Partners szerződést kötött a Netflixszel, hogy évente több filmet készítsen a streaming szolgáltatás számára. Az eredeti tervek szerint a Carry-On lett volna az első film, ami az üzletből születik, a forgatókönyv első vázlatát az Insomniac Games korábbi írója, T. J. Fixman írta, egy másik vázlatot pedig Michael Green. A forgatókönyvet végül Fixmannek adták.
2022 júliusában jelentették be, hogy Taron Egerton kapta meg Ethan Kopek főszerepét. 2022 augusztusában Jason Bateman csatlakozott a filmhez, aki egy titokzatos utazót alakít. Sofia Carson és Danielle Deadwyler 2022 szeptemberében, míg Theo Rossi 2022 októberében csatlakozott a stábhoz. Dean Norris, Logan Marshall-Green és Sinqua Walls a nyolc új szereplő között volt, akik még ebben a hónapban csatlakoztak a filmhez.
A 47 millió dollárra becsült költségvetésből a forgatás 2022 szeptembere és 2023 januárja között zajlott New Orleansban.